# Витторф, Владимир Павлович (генерал)
Владимир Павлович фон Витторф (2 [14] июня 1835, Землино, Рузский район — 29 октября [11 ноября] 1907, предп. Красный Двор, Витебский район) — русский военный деятель, генерал от инфантерии (1902).

## Биография
Родился 2 (14) июня 1835 года в сельце Землине Московской губернии в имении Михаила Ивановича Адамса. По окончании Первого Московского кадетского корпуса 13 августа 1852 года произведён в прапорщики и выпущен в Лейб-гвардии Волынский полк. На службу поступил в 1852 году. 23 октября 1853 году переведён в Лейб-гвардии Литовский полк.
В 1854 году произведён в подпоручики. Участвовал в Крымской войне. В 1854—1856 гг. по случаю Восточной (Крымской) войны находился с полком при охране побережья Эстляндии и Лифляндии от соединённых англо-французского флота и возможных неприятельских десантов.
11 ноября 1854 года получил Монаршее благоволение за труды и усердие. 5 декабря 1855 года произведён в поручики. В 1859 году награждён призом за стрельбу.
Участник подавления Польского мятежа в 1863 году. 26 января 1863 года, командуя ротой, отличился при рекогносцировке Болимовского леса и 8 апреля в деле против мятежников в Марьяновском лесу.
19 мая 1863 года произведен в штабс-капитаны. В 1863 года награждён орденом Святого Владимира IV степени с мечами и бантом за отличие при Марьянове. Командовал ротой 3 года и 10 месяцев.
4 июня 1865 года произведён в майоры с зачислением по армейской пехоте и назначен начальником Рижского пехотного юнкерского училища. В 1865 году награждён орденом Святого Станислава II степени. 27 марта 1866 года произведён в подполковники. 30 августа 1867 года произведён в полковники. В 1867 году награждён Императорской короной к имеющемуся ордену Св. Станислава II степени.
С 1869 года назначен начальником Санкт-Петербургского пехотного юнкерского училища.
В 1873 году награждён орденом Святой Анны II степени с Императорской короной и прусским орденом Короны II степени. В 1874 году награждён австрийским орденом Железной Короны II степени. В 1876 году награждён орденом Святого Владимира III степени.
10 марта 1877 года назначен командиром Кексгольмского гренадерского Императора Австрийского полка и произведен в генерал-майоры за отличие по службе. В 1877 году награждён орденом Святого Станислава I степени.
Участник Русско-турецкой войны 1877—1878 гг.
В 1878 году награждён орденом Святой Анны I степени с мечами и Золотым оружием «За храбрость»: «За отличие в делах против неприятеля».
С 11 марта 1880 года был Владимирским губернским воинским начальником с оставлением в списках Лейб-гвардии Кексгольмского Императора Австрийского полка. 24 сентября 1881 года назначен начальником 17-й местной бригады, с 02.05.1895 — Смоленской местной бригады.
В 1882 году награждён орденом Св. Владимира II степени.
30 августа 1886 года произведён в генерал-лейтенанты за отличие по службе. В 1891 году награждён орденом Белого Орла. На 1896 год состоял в должности.
В 1902 году, при выходе в отставку 21 июня, произведён в генералы от инфантерии и награждён орденом Святого Александра Невского.
Скончался в 1907 году, находясь в отставке.
Был женат. Имел 2 детей.

## Награды и звания
Награды
Российские
- Монаршее благоволение (1855)
- Орден Святого Владимира IV степени с мечами и бантом (1863)
- Орден Святого Станислава II степени (1865; императорская корона — 1867)
- Орден Святой Анны II степени с императорской короной (1873)
- Орден Святого Владимира III степени (1876)
- Орден Святого Станислава I степени с мечами (1877)
- Орден Святой Анны I степени с мечами (1878)
- Золотое оружие «За храбрость» (1878)
- Орден Святого Владимира II степени (1882)
- Орден Белого орла (1891)
- Орден Святого Александра Невского (ВП 13.08.1902)[5]

Иностранные
- Прусский орден Короны II степени (04.05.1874)
- Орден Железной короны II степени (15.02.1874)